# Aboubacar Soumah
Aboubacar Soumah, né le 2 septembre 1964 à Tanènè (Guinée) est un syndicaliste guinéen.
Depuis le 7 février 2025, il est président du Syndicat Libre des Enseignants et Chercheurs de Guinée (SLECG).

## Biographie
Aboubacar Soumah naît le 2 septembre 1964 à Tanéné, dans la région de Kindia en Guinée. Il effectue ses études préuniversitaires dans le quartier Bouramayah de Tanéné puis, après l'obtention de son baccalauréat, il intègre l'institut poly technique de  l'Université Gamal-Abdel-Nasser de Conakry où il décroche une licence en sciences de l'éducation en sortant major de promotion,. Il enseigne ensuite dans des universités (notamment au Maroc) avant de se lancer pleinement dans sa carrière de syndicaliste,.

## Carrière de syndicaliste
En 2017, Aboubacar Soumah devient adjoint du secrétaire général du SLECG lors de la manifestation intersyndicale réunissant le Syndicat libre des enseignants et chercheurs de Guinée (SLECG), la Fédération syndicale professionnelle de l’éducation (FSPE), la Confédération nationale des travailleurs de Guinée (CNTG) et l’Union syndicale des travailleurs de Guinée (USTG). Aboubacar Soumah annoncera la suspension de la grève et soulignera l’importance d'écouter les professeurs.
Le 27 février 2018, Aboubacar Soumah rencontre le chef de l’État Alpha Condé qui finit par mettre en place une commission composée de Tibou Camara, ministre conseiller personnel du Président, Cheick Taliby Sylla, ministre de l’Énergie et de l’Hydraulique, et Mohamed Saidou Fofana, médiateur de la République. Cette structure a pour objectif d'échanger avec le SLECG dans le but de trouver une issue à ce conflit[Quoi ?].
Le 14 mars, un accord est signé entre le gouvernement et le SLECG dirigé par Aboubacar Soumah dans la salle du Palais du Peuple.
La non-satisfaction des accords de mars conduit le secrétaire général du SLECG à déclarer une grève générale illimitée le mercredi 3 octobre en Guinée, jour prévu pour la rentrée des classes,,.
Après le coup d'état du 5 septembre 2021, il salue le courage de Mamadi Doumbouya qui a défait le régime d'alpha Condé qui selon lui voudrait diviser les syndicalistes guinéen,,.
Le 1er avril 2022, Aboubacar soumah et sa structure rejoint le Confédération nationale des travailleurs de Guinée qu'il avait longtemps critiqué.
Le 7 février 2025, il devient président du syndicat libre des enseignants et chercheurs de Guinée (SLECG) suivie de Kadiatou Bah, désormais secrétaire générale de la structure.